# Lainejaure
Lainejaure är en sjö i Malå kommun i Lappland och ingår i Skellefteälvens huvudavrinningsområde. Sjön har en area på 5,56 kvadratkilometer och ligger 341 meter över havet. Sjön avvattnas av vattendraget Kvarnbäcken.

## Delavrinningsområde
Lainejaure ingår i det delavrinningsområde (724318-164203) som SMHI kallar för Utloppet av Lainejaure. Medelhöjden är 361 meter över havet och ytan är 22,2 kvadratkilometer. Det finns ett avrinningsområde uppströms, och räknas det in blir den ackumulerade arean 29,97 kvadratkilometer. Kvarnbäcken som avvattnar avrinningsområdet har biflödesordning 4, vilket innebär att vattnet flödar genom totalt 4 vattendrag innan det når havet efter 161 kilometer. Avrinningsområdet består mestadels av skog (63 procent). Avrinningsområdet har 5,57 kvadratkilometer vattenytor vilket ger det en sjöprocent på 25,1 procent.